# NMS Constanța
NMS Constanța – rumuński okręt-baza okrętów podwodnych z okresu międzywojennego i II wojny światowej, zbudowany we Włoszech. Po wojnie służył w marynarce ZSRR do lat 70. pod nazwą Bug.

## Historia
Został zamówiony we włoskiej stoczni Cantieri Navali del Quarnaro w Fiume jako specjalistyczny okręt-baza dla zamówionego równocześnie w tej samej stoczni pierwszego i przez kilka lat jedynego rumuńskiego okrętu podwodnego „Delfinul”. Stępkę pod jego budowę położono 15 sierpnia 1927 roku, a okręt wodowano 8 listopada 1928 roku. W przeciwieństwie do stwarzającego problemy podczas prób okrętu „Delfinul”, który został odebrany dopiero w 1936 roku, okręt-baza został wcielony do służby rumuńskiej 8 czerwca 1931 roku we Fiume, pod nazwą „Constanța” (Konstanca).

## Opis
Wyporność standardowa okrętu wynosiła 1350 ton, a pełna – 2300 ton. Inne informacje podają 1609 ton. Długość kadłuba wynosiła 77,95 m, a szerokość 11,28 m. Zanurzenie wynosiło 4,1 m.
Uzbrojenie pierwotnie obejmowało dwie pojedyncze armaty kalibru 102 mm Boforsa o długości lufy L/45 (45 kalibrów) oraz dwie automatyczne armaty przeciwlotnicze kalibru 40 mm Vickers L/39. Wiosną 1941 roku działa 102 mm zostały użyte do uzbrojenia stawiacza min „Amiral Murgescu” i zastąpione przez dwa działa przeciwlotnicze 76 mm L/40 Vickersa, a armaty 40 mm zastąpiono działkami 20 mm Oerlikon. Dodano także dwa podwójne karabiny maszynowe  13,2 mm Hotchkiss.
Napęd stanowiły dwa silniki wysokoprężne o łącznej mocy 1000 KM. Prędkość maksymalna wynosiła 13 węzłów, a zasięg 13 000 Mm przy prędkości 9 w.
Okręt posiadał między innymi warsztaty mechaniczne i torpedowe oraz wyposażony był w sprzęt nurkowy i ratunkowy dla załóg okrętów podwodnych.

## Służba
Okręt przybył do Rumunii 20 czerwca 1931 roku. Pierwszy okręt podwodny wszedł do rumuńskiej służby w 1936 roku, a dwa dalsze dopiero w 1943 roku, wobec czego przed wojną „Constanța” pełniła służbę głównie jako okręt szkolny. Podczas II wojny światowej okręt służył zgodnie z przeznaczeniem jako okręt-baza rumuńskich okrętów podwodnych, a także kutrów torpedowych. Dowódcą okrętu i grupy okrętów podwodnych i kutrów torpedowych (Grupul submarine și vedete torpiloare) był komandor podporucznik Victor Voinescu. 3 sierpnia 1941 roku z działa 76 mm zestrzelono samolot radziecki.
Po zamachu stanu i obaleniu rządu Iona Antonescu, 29 sierpnia 1944 roku został przejęty przez wojska radzieckie w Konstancy, po czym 5 września 1944 roku podniósł banderę marynarki ZSRR. 14 września 1944 roku został wcielony do Floty Czarnomorskiej marynarki ZSRR. 20 października 1944 roku nadano mu nazwę „Bug” (Буг). 4 września 1973 roku został przekształcony w hulk koszarowy pod oznaczeniem PKZ-87 (ПКЗ-87). Został skreślony z listy floty 16 kwietnia 1977 roku i przeznaczony 13 lutego 1978 roku do złomowania, po czym złomowany w Sewastopolu.